# 莫村
莫村（法語：Motz，法語發音：[mo]）是法国萨瓦省的一个市镇，属于尚贝里区。

## 地理
莫村（45°55'11"N, 5°50'52"E）面积9.04 平方千米，位于法国奥弗涅-罗讷-阿尔卑斯大区萨瓦省，该省份为法国东部省份，历史上为薩伏依的一部分，北起上萨瓦省，西接伊泽尔省和安省，南部和东部与上阿尔卑斯省和意大利接壤。
与莫村接壤的市镇（或旧市镇、城区）包括：昂格勒福尔、绍塔涅地区塞里耶尔、洛尔奈、塞塞勒、菲耶尔河畔瓦利耶尔。

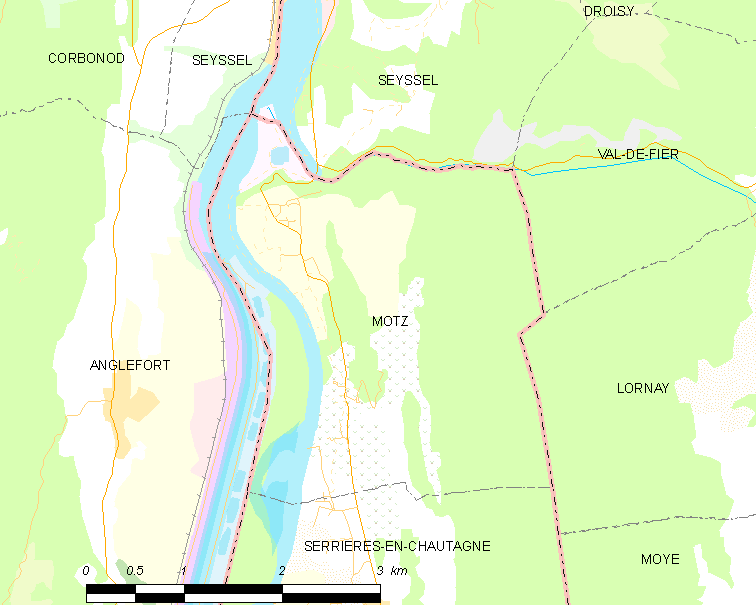
莫村的OSM定位图

莫村的时区为UTC+01:00、UTC+02:00（夏令时）。

## 行政
莫村的邮政编码为73310，INSEE市镇编码为73180。

## 政治
莫村所属的省级选区为萨瓦比热县。

## 人口

1962-2008年间莫村人口变化图示

莫村于2022年1月1日时的人口数量为467人。